# Вилем Схаутен
Вилем Корнелис Схаутен (на нидерландски: Willem Cornelisz Schouten) е холандски мореплавател, откривател на Нос Хорн и архипелага Тонга.

## Биография
Роден около 1577 година в град Хорн, Холандия. Извършва три плавания до холандските владения в Азия.
През 1615 г., независимите от Нидерландската източноиндийска компания търговци от холандския град Хорн оборудват за далечно плаване два кораба „Ендрахт“ (220 т) и „Хорн“ (110 т) с екипаж от 87 души. Инициатор за тази акция е Исак Лемер, неговият син Якоб Лемер е назначен за търговски комисар, а опитния капитан Вилем Схаутен – за началник на флотилията. Те отплават в края на май 1615, за да търсят по-безопасен маршрут от открития от Фернандо Магелан проток между Южна Америка и остров Огнена земя към холандските владения в Малайския архипелаг.
В продължение на почти 6 месеца смелите мореплаватели пазят в тайна целта на пътуването, защото знаят, че моряците от двата кораба на експедицията няма да останат въодушевени от опасната мисия. Когато се отбиват в едно от пристанищата на Патагония за ремонт, на 7 декември 1615 корабът „Хорн“ изгаря. На 16 януари 1616 Схаутен и Лемер продължават плаването с втория кораб „Ендрахт“ (на холандски – „единство“). Поради опасения, че могат да срещнат испански кораби в Магелановия проток те решават да заобиколят Огнена земя от юг, по пътя на английския пират Френсис Дрейк.
Преодолявайки силните бури, на 24 януари 1616 мореплавателите преминават през протока между открития от тях остров Естадос и остров Огнена земя, кръстен по-късно на името на Якоб Лемер. На юг от Огнена земя, на 29 януари Схаутен и екипажът виждат стръмен нос, който наричат Хорн (55°59′ ю. ш. 67°16′ з. д. / 55.983333° ю. ш. 67.266667° з. д.) в чест на родния им град и изгорелия кораб. Това е доказателство, че Огнена земя наистина е остров, а не част от непознатия Южен континент.
От нос Хорн „Ендрахт“ се отправя към о-вите Хуан Фернандес и след кратка почивка на 3 март 1616 експедицията продължава на северозапад, а от 15° ю.ш. – на запад. От 10 до 18 април в архипелага Туамоту холандците откриват атолите Пукапука (10 април, вторично), Такароа (14°27′ ю. ш. 144°59′ з. д. / 14.45° ю. ш. 144.983333° з. д., 20 км2), Такапото (14°38′ ю. ш. 145°12′ з. д. / 14.633333° ю. ш. 145.2° з. д., 15 км2), Манихи (14°26′ ю. ш. 146°04′ з. д. / 14.433333° ю. ш. 146.066667° з. д., 13 км2) и Рангироа (15°07′ ю. ш. 147°38′ з. д. / 15.116667° ю. ш. 147.633333° з. д., 79 км2).
След като напускат архипелата Туамоту, Схаутен и Лемер се отправят на запад. Преминават южно от Дружествените о-ви и о-вите Самоа и на 9 май достигат до северната част на о-вите Тонга. През май в архипелага откриват островите Тафахи (15°51′ ю. ш. 173°43′ з. д. / 15.85° ю. ш. 173.716667° з. д., 3,42 км2), Ниуатопутапу (15°57′ ю. ш. 173°45′ з. д. / 15.95° ю. ш. 173.75° з. д., 18 км2) и Ниуафооу (15°36′ ю. ш. 175°38′ з. д. / 15.6° ю. ш. 175.633333° з. д., 15 км2).
На 14 май експедицията напуска о-вите Тонга и на 19 май на североизток от архипелага Фиджи открива два острова Футуна (64 км2, 14°17′ ю. ш. 178°07′ з. д. / 14.283333° ю. ш. 178.116667° з. д.) и Алофи (19 км2, 14°20′ ю. ш. 178°02′ з. д. / 14.333333° ю. ш. 178.033333° з. д.), съставляващи о-вите Хорн. Оттам холандците се насочват на северозапад към Нова Гвинея. На 20 юни на североизток от Соломоновите о-ви откриват атолите Нукуману (4°31′ ю. ш. 159°24′ и. д. / 4.516667° ю. ш. 159.4° и. д.) и Нуугуригиа, (Тауу, 4°45′ ю. ш. 156°58′ и. д. / 4.75° ю. ш. 156.966667° и. д.). Още по на запад холандците откриват о-вите Грин Айлъндс (4°30′ ю. ш. 154°13′ и. д. / 4.5° ю. ш. 154.216667° и. д.), Фени (4°04′ ю. ш. 153°38′ и. д. / 4.066667° ю. ш. 153.633333° и. д.), Танга (3°30′ ю. ш. 153°13′ и. д. / 3.5° ю. ш. 153.216667° и. д.), Табар (Гарднър, 2°50′ ю. ш. 151°58′ и. д. / 2.833333° ю. ш. 151.966667° и. д.) и Лихир (3°09′ ю. ш. 152°36′ и. д. / 3.15° ю. ш. 152.6° и. д., 205 км2). След тези острови, на 26 юни на запад се показва голяма земя, като холанците мислят, че това е Нова Гвинея. В действителност те откриват остров Нова Ирландия (8650 км2, 3°45′ ю. ш. 151°50′ и. д. / 3.75° ю. ш. 151.833333° и. д.). След това минават на север от островите Нова Ирландия, Лавонгай (Нов Хановер, открит от тях) и достигат до Адмиралтейските о-ви, където на 3 и 4 юли, на югоизток от остров Манус откриват групата малки о-ви Белуан (2°33′ ю. ш. 147°07′ и. д. / 2.55° ю. ш. 147.116667° и. д.). На североизток от Нова Гвинея откриват остров Каркар (4°38′ ю. ш. 145°58′ и. д. / 4.633333° ю. ш. 145.966667° и. д.), на 3°14′ ю. ш. 144°05′ и. д. / 3.233333° ю. ш. 144.083333° и. д. – о-вите Схаутен (Схаутен Източни), устието на река Сепик 3°51′ ю. ш. 144°33′ и. д. / 3.85° ю. ш. 144.55° и. д. на северното крайбрежие на Нова Гвинея и далеч на юг виждат високи планински върхове. Оттам холандците се насочват към Молукските о-ви и остров Ява.
Веднага след пристигането им на остров Ява на 28 октомври 1616 екипажът е арестуван и обвинен в незаконна търговия спрямо Нидерландската източноиндийска компания. Корабът „Ендрахт“ е конфискуван, а моряците – върнати у дома с друг кораб, като по пътя Лемер умира.
Схаутен умира през 1625 година в Мадагаскар.

## Памет
Неговото име носят:
- остров Схаутен (42°19′ ю. ш. 148°17′ и. д. / 42.316667° ю. ш. 148.283333° и. д.), в Тасманово море, край източния бряг на Тасмания;
- о-ви Схаутен (Схаутен Западни, 1°00′ ю. ш. 136°00′ и. д. / 1° ю. ш. 136° и. д.), край северозападния бряг на Нова Гвинея, включващи островите Биак, Супиори, Нумфор и други по-малки;
- о-ви Схаутен (Схаутен Източни, 3°14′ ю. ш. 144°05′ и. д. / 3.233333° ю. ш. 144.083333° и. д.), край северния бряг на Нова Гвинея.